# Distretto di Nišava
Il distretto di Nišava (in serbo Нишавски управни округ?, Nišavski okrug) è un distretto della Serbia centrale.

## Comuni
Il distretto si divide in sei comuni:
- Aleksinac
- Merošina
- Doljevac
- Gadžin Han

La città di Niš si divide a sua volta in 5 comuni:
- Medijana
- Niška Banja
- Palilula
- Pantelej
- Crveni Krst
- Svrljig
- Ražanj